# Glypta amabilis
Glypta amabilis là một loài tò vò trong họ Ichneumonidae.